# Mauro Villegas
Mauro Villegas (Rosario, Argentina, 15 de junio de 1984) es un futbolista argentino. Juega como delantero y su club actual es Jorge Newbery de (comodoro rivadavia), que disputa el Torneo Regional Federal Amateur.

## Vida personal
De regreso a la ciudad del club que lo vio nacer futbolísticamente formó pareja con Andrea Carrasco con quien se casó en enero del 2010.[cita requerida]

## Trayectoria
Estuvo en la CAI entre el 2003 y el 2008 en la Comisión de Actividades Infantiles (C.A.I) de Comodoro Rivadavia, allí completó 127 partidos con un total de 38 goles, siendo el goleador histórico del club. Luego tuvo un paso en primera división jugando para Tigre donde registró 12 partidos. Jugó en el Club Atlético Chacarita Juniors donde tuvo un paso con más penas que glorias por lo que en julio de 2011 se sella su traspaso al Club Atlético Huracán.
En 2013, volvió a C.A.I. para disputar el Torneo Argentino A y luego en la temporada siguiente, en 2014, acordó su arribo a Huracán de Comodoro Rivadavia para jugar por el Torneo Federal B. En 2016, Villegas decidió quedarse en la ciudad de Comodoro Rivadavia incorporándose al Club Atlético Florentino Ameghino para jugar el Torneo Federal C. En 2017, el gran goleador de la Patagonia viste la camiseta de Jorge Newbery de esa ciudad, siendo también figura y goleador en el Torneo Federal C, del cual resultaría campeón, y luego del Torneo Federal B, en el que llegaría a jugar semifinales por un ascenso al Torneo Federal A.
Mauro Villegas, lleva, a septiembre de 2017, 136 goles convertidos en torneos federales, en los cuales convirtió en todas las categorías salvo en primera división. 55 de esos 136 goles, fueron en la Primera B Nacional.

## Clubes
| Club                              | País      | Año         |
| --------------------------------- | --------- | ----------- |
| CAI                               | Argentina | 2003-2008   |
| Tigre                             | Argentina | 2008-2009   |
| CAI                               | Argentina | 2009-2010   |
| Chacarita Juniors                 | Argentina | 2010-2011   |
| Club Atlético Huracán             | Argentina | 2011-2012   |
| CAI                               | Argentina | 2012 - 2014 |
| Huracán de Comodoro Rivadavia     | Argentina | 2015        |
| Club Atlético Florentino Ameghino | Argentina | 2016        |
| Jorge Newbery (C. Rivadavia)      | Argentina | 2016 - 2018 |
| CAI                               | Argentina | 2019        |
| Jorge Newbery (C. Rivadavia)      | Argentina | 2020        |